# Medalistki mistrzostw świata w podnoszeniu ciężarów
Medalistki mistrzostw świata w podnoszeniu ciężarów.

## Waga musza
- 44 kg: 1987–1992
- 46 kg: 1993–1997
- 48 kg: 1998–2017
- 45 kg: 2018–

| MŚ                  | Złoto                 | Srebro                | Brąz                  |
| ------------------- | --------------------- | --------------------- | --------------------- |
| 1987 Daytona Beach  | Cai Jun               | Chen Aizhen           | Sibby Harris          |
| 1988 Dżakarta       | Xing Fen              | Choi Myung-shik       | Ponco Imbarwati       |
| 1989 Manchester     | Xing Fen              | Kunjarani Devi        | Bastiyah Said Muhamad |
| 1990 Sarajewo       | Wu Xiangmei           | Satomi Saito          | Bastiyah Said Muhamad |
| 1991 Donaueschingen | Xing Fen              | Kunjarani Devi        | Sibby Flowers         |
| 1992 Warna          | Guan Hong             | Kunjarani Devi        | Sibby Flowers         |
| 1993 Melbourne      | Chu Nan-mei           | Yu Shiu-fen           | Satomi Saito          |
| 1994 Stambuł        | Yun Yanhong           | Kunjarani Devi        | Tsai Huey-woan        |
| 1995 Guangzhou      | Guan Hong             | Kunjarani Devi        | Tsai Huey-woan        |
| 1996 Warszawa       | Guan Hong             | Kunjarani Devi        | Tsai Huey-woan        |
| 1997 Chiang Mai     | Liu Ling              | Kunjarani Devi        | Sri Indriyani         |
| 1998 Lahti          | Li Yunli              | Chu Nan-mei           | Tsai Huey-woan        |
| 1999 Ateny          | Donka Minczewa        | Sri Indriyani         | Kaori Niyanagi        |
| 2001 Antalya        | Gao Wei               | Blessed Udoh          | Chen Han-tung         |
| 2002 Warszawa       | Wang Mingjuan         | Nurcan Taylan         | Izabeła Dragnewa      |
| 2003 Vancouver      | Wang Mingjuan         | Aree Wiratthaworn     | Nurcan Taylan         |
| 2005 Doha           | Wang Mingjuan         | Pensiri Saelaw        | Aree Wiratthaworn     |
| 2006 Santo Domingo  | Yang Lian             | Aree Wiratthaworn     | Hiromi Miyake         |
| 2007 Chiang Mai     | Chen Xiexia           | Pramsiri Bunphithak   | Pensiri Laosirikul    |
| 2009 Goyang         | Wang Mingjuan         | Sibel Özkan           | Nurcan Taylan         |
| 2010 Antalya        | Nurcan Taylan         | Sibel Özkan           | Tian Yuan             |
| 2011 Paryż          | Tian Yuan             | Panida Khamsri        | Nurdan Karagöz        |
| 2013 Wrocław        | Tan Yayun             | Ryang Chun-hwa        | Carolina Valencia     |
| 2014 Ałmaty         | Tan Yayun             | Sibel Özkan           | Panida Khamsri        |
| 2015 Houston        | Jiang Huihua          | Vương Thị Huyền       | Hiromi Miyake         |
| 2017 Anaheim        | Saikhom Mirabai Chanu | Thunya Sukcharoen     | Ana Segura            |
| 2018 Aszchabad      | Ýulduz Jumabaýewa     | Chiraphan Nanthawong  | Katherin Echandía     |
| 2019 Pattaya        | Şaziye Erdoğan        | Ludia Montero         | Lisa Setiawati        |
| 2021 Taszkent       | Thunya Sukcharoen     | Manuela Berrío        | Şaziye Erdoğan        |
| 2022 Bogota         | Thanyathon Sukcharoen | Chayuttra Pramongkhol | Manuela Berrío        |

## Waga kogucia
- 48 kg: 1987–1992
- 50 kg: 1993–1997
- 49 kg: 2018–

| MŚ                  | Złoto                | Srebro                | Brąz             |
| ------------------- | -------------------- | --------------------- | ---------------- |
| 1987 Daytona Beach  | Huang Xiaoyu         | Robin Byrd            | Sandra Gómez     |
| 1988 Dżakarta       | Huang Xiaoyu         | Robin Byrd            | Siti Aisah       |
| 1989 Manchester     | Huang Xiaoyu         | Choi Myung-shik       | Chu Nan-mei      |
| 1990 Sarajewo       | Cai Jun              | Choi Myung-shik       | Ri Yong-hwa      |
| 1991 Donaueschingen | Izabeła Rifatowa     | Liao Shuping          | Donka Minczewa   |
| 1992 Warna          | Liu Xiuhua           | Izabeła Rifatowa      | Donka Minczewa   |
| 1993 Melbourne      | Liu Xiuhua           | Guan Hong             | Kuo Chin-chun    |
| 1994 Stambuł        | Robin Byrd           | Izabeła Rifatowa      | Chen Li-chuan    |
| 1995 Guangzhou      | Liu Xiuhua           | Chu Nan-mei           | Izabeła Rifatowa |
| 1996 Warszawa       | Liu Xiuhua           | Choi Myung-shik       | Chu Nan-mei      |
| 1997 Chiang Mai     | Winarni Binti Slamet | Izabeła Dragnewa      | Ri Yong-hwa      |
| 2018 Aszchabad      | Hou Zhihui           | Jiang Huihua          | Elena Andrieș    |
| 2019 Pattaya        | Jiang Huihua         | Hou Zhihui            | Ri Song-gum      |
| 2021 Taszkent       | Surodchana Khambao   | Rira Suzuki           | Ibuki Takahashi  |
| 2022 Bogota         | Jiang Huihua         | Saikhom Mirabai Chanu | Hou Zhihui       |

## Waga piórkowa
- 52 kg: 1987–1992
- 54 kg: 1993–1997
- 53 kg: 1998–2017
- 55 kg: 2018–

| MŚ                  | Złoto              | Srebro                | Brąz               |
| ------------------- | ------------------ | --------------------- | ------------------ |
| 1987 Daytona Beach  | Yan Zhangqun       | Margarita Babadżanowa | Rachel Silverman   |
| 1988 Dżakarta       | Peng Liping        | Sandra Gómez          | Kim Oh-sook        |
| 1989 Manchester     | Peng Liping        | Hiromi Uemura         | Sijka Stoewa       |
| 1990 Sarajewo       | Liao Shuping       | Hiromi Uemura         | Pauline Haughton   |
| 1991 Donaueschingen | Peng Liping        | Robin Byrd            | Hiromi Uemura      |
| 1992 Warna          | Peng Liping        | Sijka Stoewa          | Robin Byrd         |
| 1993 Melbourne      | Chen Xiaomin       | Robin Byrd            | Karnam Malleswari  |
| 1994 Stambuł        | Karnam Malleswari  | Li Fengying           | Żaneta Georgiewa   |
| 1995 Guangzhou      | Karnam Malleswari  | Zhang Xixiang         | Kuo Ping-chun      |
| 1996 Warszawa       | Zhang Xixiang      | Kuo Ping-chun         | Karnam Malleswari  |
| 1997 Chiang Mai     | Meng Xianjuan      | Ri Song-hui           | Saipin Detsaeng    |
| 1998 Lahti          | Wang Xiufen        | Izabeła Dragnewa      | Robin Goad         |
| 1999 Ateny          | Li Feng-ying       | Winarni Binti Slamet  | Wang Xiufen        |
| 2001 Antalya        | Li Feng-ying       | Qiu Hongxia           | Alexandra Escobar  |
| 2002 Warszawa       | Ri Song-hui        | Li Xuejiu             | Udomporn Polsak    |
| 2003 Vancouver      | Udomporn Polsak    | Ri Song-hui           | Junpim Kuntatean   |
| 2005 Doha           | Li Ping            | Junpim Kuntatean      | Yuderqui Contreras |
| 2006 Santo Domingo  | Qiu Hongxia        | Raema Lisa Rumbewas   | Suda Chaleephay    |
| 2007 Chiang Mai     | Li Ping            | Nastassia Nowikawa    | Yoon Jin-hee       |
| 2009 Goyang         | Zülfija Czinszanło | Chen Xiaoting         | Yoon Jin-hee       |
| 2010 Antalya        | Chen Xiaoting      | Aylin Daşdelen        | Yuderqui Contreras |
| 2011 Paryż          | Zülfija Czinszanło | Aylin Daşdelen        | Ji Jing            |
| 2013 Wrocław        | Li Yajun           | Sopita Tanasan        | Kittima Sutanan    |
| 2014 Ałmaty         | Zülfija Czinszanło | Hsu Shu-ching         | Li Yajun           |
| 2015 Houston        | Hsu Shu-ching      | Chen Xiaoting         | Hidilyn Diaz       |
| 2017 Anaheim        | Sopita Tanasan     | Kristina Şermetowa    | Hidilyn Diaz       |
| 2018 Aszchabad      | Li Yajun           | Zhang Wanqiong        | Zülfija Czinszanło |
| 2019 Pattaya        | Liao Qiuyun        | Zhang Wanqiong        | Hidilyn Diaz       |
| 2021 Taszkent       | Ghofrane Belkhir   | Adijat Olarinoye      | Switłana Samuliak  |
| 2022 Bogota         | Hidilyn Diaz       | Rosalba Morales       | Ana Gabriela López |

## Waga lekka
- 56 kg: 1987–1992
- 59 kg: 1993–1997
- 58 kg: 1998–2017
- 59 kg: 2018–

| MŚ                  | Złoto                 | Srebro                | Brąz                |
| ------------------- | --------------------- | --------------------- | ------------------- |
| 1987 Daytona Beach  | Cui Aihong            | Won Soon-yi           | Stéphanie Genna     |
| 1988 Dżakarta       | Ma Na                 | Won Soon-yi           | Yang Mei-tzu        |
| 1989 Manchester     | Xing Liwei            | Żaneta Georgiewa      | Lalita Polley       |
| 1990 Sarajewo       | Wu Haiqing            | Ni Chia-ping          | Żaneta Georgiewa    |
| 1991 Donaueschingen | Sun Caiyan            | Neli Jankowa          | Nancy Niro          |
| 1992 Warna          | Sun Caiyan            | Neli Jankowa          | Ni Chia-ping        |
| 1993 Melbourne      | Sun Caiyan            | Gergana Kiriłowa      | Maria Christoforidu |
| 1994 Stambuł        | Zou Feie              | Gergana Kiriłowa      | Khassaraporn Suta   |
| 1995 Guangzhou      | Chen Xiaomin          | Neelam Laxmi          | Wu Mei-yi           |
| 1996 Warszawa       | Chen Xiaomin          | Maria Christoforidu   | Yuriko Takahashi    |
| 1997 Chiang Mai     | Patmawati Abdul Hamid | Khassaraporn Suta     | Naw Ju Ni           |
| 1998 Lahti          | Kuo Ping-chun         | Song Zhijuan          | Neli Jankowa        |
| 1999 Ateny          | Chen Yanqing          | Ri Song-hui           | Kuo Ping-chun       |
| 2001 Antalya        | Aleksandra Klejnowska | Liu Bing              | Marieta Gotfryd     |
| 2002 Warszawa       | Song Zhijuan          | Wandee Kameaim        | Chariklia Kastritsi |
| 2003 Vancouver      | Sun Caiyan            | Patmawati Abdul Hamid | Aylin Daşdelen      |
| 2005 Doha           | Gu Wei                | Wandee Kameaim        | Marina Szainowa     |
| 2006 Santo Domingo  | Qiu Hongmei           | Swietłana Carukajewa  | Wandee Kameaim      |
| 2007 Chiang Mai     | Qiu Hongmei           | Marina Szainowa       | O Jong-ae           |
| 2009 Goyang         | Li Xueying            | Nastassia Nowikawa    | Julija Kalina       |
| 2010 Antalya        | Deng Wei              | Nastassia Nowikawa    | Jong Chun-mi        |
| 2011 Paryż          | Nastassia Nowikawa    | Li Xueying            | Pimsiri Sirikaew    |
| 2013 Wrocław        | Kuo Hsing-chun        | Alexandra Escobar     | Jelena Szadrina     |
| 2014 Ałmaty         | Deng Mengrong         | Sukanya Srisurat      | Rattikan Gulnoi     |
| 2015 Houston        | Bojanka Kostowa       | Deng Mengrong         | Kuo Hsing-chun      |
| 2017 Anaheim        | Kuo Hsing-chun        | Sukanya Srisurat      | Rebeka Koha         |
| 2018 Aszchabad      | Kuo Hsing-chun        | Chen Guiming          | Rebeka Koha         |
| 2019 Pattaya        | Kuo Hsing-chun        | Choe Hyo-sim          | Chen Guiming        |
| 2021 Taszkent       | Kuo Hsing-chun        | Yenny Álvarez         | Olga Te             |
| 2022 Bogota         | Yenny Álvarez         | Kuo Hsing-chun        | Maude Charron       |

## Waga średnia
- 60 kg: 1987–1992
- 64 kg: 1993–1997
- 63 kg: 1998–2017
- 64 kg: 2018–

| MŚ                  | Złoto                | Srebro               | Brąz                |
| ------------------- | -------------------- | -------------------- | ------------------- |
| 1987 Daytona Beach  | Zeng Xinling         | Ibolya Torma         | Gabrieła Dimitrowa  |
| 1988 Dżakarta       | Yang Jing            | Maria Christoforidu  | Colleene Colley     |
| 1989 Manchester     | Ma Na                | Kamelia Nikołaewa    | Danieła Kerkełowa   |
| 1990 Sarajewo       | Maria Christoforidu  | Ji Qinghua           | Danieła Kerkełowa   |
| 1991 Donaueschingen | Han Lixia            | Won Soon-yi          | Danieła Kerkełowa   |
| 1992 Warna          | Li Hongyun           | Maria Christoforidu  | Won Soon-yi         |
| 1993 Melbourne      | Li Hongyun           | Won Soon-yi          | Julie Malenfant     |
| 1994 Stambuł        | Li Hongyun           | Kuo Shu-fen          | Erzsébet Márkus     |
| 1995 Guangzhou      | Chen Jui-lien        | Gergana Kiriłowa     | Maria Christoforidu |
| 1996 Warszawa       | Li Hongyun           | Chen Jui-lien        | Huang Hsi-li        |
| 1997 Chiang Mai     | Chen Yanqing         | Chen Jui-lien        | Neelam Laxmi        |
| 1998 Lahti          | Chen Jui-lien        | Shi Lihua            | Walentina Popowa    |
| 1999 Ateny          | Chen Jui-lien        | Xiong Meiying        | Walentina Popowa    |
| 2001 Antalya        | Xiao Ying            | Anastasia Tsakiri    | Kuo Ping-chun       |
| 2002 Warszawa       | Liu Xia              | Anastasia Tsakiri    | Gergana Kiriłowa    |
| 2003 Vancouver      | Natalija Skakun      | Liu Xia              | Hanna Baciuszka     |
| 2005 Doha           | Pawina Thongsuk      | Swietłana Szimkowa   | Liu Xia             |
| 2006 Santo Domingo  | Ouyang Xiaofang      | Swietłana Szimkowa   | Meline Daluzjan     |
| 2007 Chiang Mai     | Liu Haixia           | Swietłana Carukajewa | Pak Hyon-suk        |
| 2009 Goyang         | Majia Maneza         | Swietłana Carukajewa | Sibel Şimşek        |
| 2010 Antalya        | Majia Maneza         | Sibel Şimşek         | Ouyang Xiaofang     |
| 2011 Paryż          | Swietłana Carukajewa | Majia Maneza         | Ouyang Xiaofang     |
| 2013 Wrocław        | Tima Turijewa        | Jo Pok-hyang         | Deng Mengrong       |
| 2014 Ałmaty         | Deng Wei             | Tima Turijewa        | Choe Hyo-sim        |
| 2015 Houston        | Deng Wei             | Tima Turijewa        | Choe Hyo-sim        |
| 2017 Anaheim        | Loredana Toma        | Lina Rivas           | Mercedes Pérez      |
| 2018 Aszchabad      | Deng Wei             | Rim Un-sim           | Loredana Toma       |
| 2019 Pattaya        | Deng Wei             | Rim Un-sim           | Loredana Toma       |
| 2021 Taszkent       | Neama Said           | Chen Wen-huei        | Park Min-kyung      |
| 2022 Bogota         | Pei Xinyi            | Rattanawan Wamalun   | Natalia Llamosa     |

## Waga lekkociężka
- 67,5 kg: 1987–1992
- 70 kg: 1993–1997
- 69 kg: 1998–2017
- 71 kg: 2018–

| MŚ                  | Złoto               | Srebro              | Brąz                   |
| ------------------- | ------------------- | ------------------- | ---------------------- |
| 1987 Daytona Beach  | Gao Lijuan          | Arlys Kovach        | Senka Asenowa          |
| 1988 Dżakarta       | Guo Qiuxiang        | Mária Takács        | Jeanette Rose          |
| 1989 Manchester     | Guo Qiuxiang        | Mária Takács        | Wyłkana Toszewa        |
| 1990 Sarajewo       | Wang Genying        | Kamelija Nikołaewa  | Mária Takács           |
| 1991 Donaueschingen | Lei Li              | Kumi Haseba         | Kim Dong-hee           |
| 1992 Warna          | Gao Lijuan          | Milena Trendafiłowa | María Dolores Martínez |
| 1993 Melbourne      | Milena Trendafiłowa | Kumi Haseba         | Kim Dong-hee           |
| 1994 Stambuł        | Zhou Meihong        | Qu Lihua            | Wasana Putcharkarn     |
| 1995 Guangzhou      | Tang Weifang        | Li Hongyun          | Milena Trendafiłowa    |
| 1996 Warszawa       | Tang Weifang        | Irina Kasimowa      | Kim Dong-hee           |
| 1997 Chiang Mai     | Xiang Fenglan       | Huang Hsi-li        | Ilona Danko            |
| 1998 Lahti          | Tang Weifang        | Wu Mei-yi           | Irina Kasimowa         |
| 1999 Ateny          | Sun Tianni          | Milena Trendafiłowa | Erzsébet Márkus        |
| 2001 Antalya        | Walentina Popowa    | Swietłana Chabirowa | Eszter Krutzler        |
| 2002 Warszawa       | Pawina Thongsuk     | Walentina Popowa    | Nahla Ramadan          |
| 2003 Vancouver      | Liu Chunhong        | Eszter Krutzler     | Walentina Popowa       |
| 2005 Doha           | Zariema Kasajewa    | Liu Haixia          | Olga Kisielewa         |
| 2006 Santo Domingo  | Oksana Sliwienko    | Tatjana Matwiejewa  | Jeane Lassen           |
| 2007 Chiang Mai     | Oksana Sliwienko    | Liu Chunhong        | Natalija Dawydowa      |
| 2009 Goyang         | Nazik Awdaljan      | Oksana Sliwienko    | Zhang Shaoling         |
| 2010 Antalya        | Swietłana Szimkowa  | Kang Yue            | Meline Daluzjan        |
| 2011 Paryż          | Oksana Sliwienko    | Xiang Yanmei        | Tatjana Matwiejewa     |
| 2013 Wrocław        | Xiang Yanmei        | Ryo Un-hui          | Dzina Sazanawiec       |
| 2014 Ałmaty         | Ryo Un-hui          | Żazira Żapparkuł    | Xiang Yanmei           |
| 2015 Houston        | Xiang Yanmei        | Żazira Żapparkuł    | Anastasija Romanowa    |
| 2017 Anaheim        | Leidy Solís         | Mattie Rogers       | Miyareth Mendoza       |
| 2018 Aszchabad      | Zhang Wangli        | Sara Ahmed          | Nadieżda Lichaczowa    |
| 2019 Pattaya        | Katherine Nye       | Mattie Rogers       | Kim Hyo-sim            |
| 2021 Taszkent       | Meredith Alwine     | Sarah Davies        | Patricia Strenius      |
| 2022 Bogota         | Loredana Toma       | Zeng Tiantian       | Angie Palacios         |

## Waga średniociężka
- 75 kg: 1987–1992
- 76 kg: 1993–1997
- 75 kg: 2017
- 76 kg: 2018–

| MŚ                  | Złoto               | Srebro              | Brąz                  |
| ------------------- | ------------------- | ------------------- | --------------------- |
| 1987 Daytona Beach  | Li Hongling         | Mária Takács        | Tania Dimitrowa       |
| 1988 Dżakarta       | Li Hongling         | Milena Trendafiłowa | Arlys Kovach          |
| 1989 Manchester     | Milena Trendafiłowa | Zhang Xiaoli        | Arlys Kovach          |
| 1990 Sarajewo       | Milena Trendafiłowa | Li Changping        | Chen Shu-chih         |
| 1991 Donaueschingen | Zhang Xiaoli        | Milena Trendafiłowa | Mária Takács          |
| 1992 Warna          | Hua Ju              | Kumi Haseba         | Mária Takács          |
| 1993 Melbourne      | Hua Ju              | Li Changping        | Mária Takács          |
| 1994 Stambuł        | Panajota Antonopulu | Mária Takács        | Albina Chomicz        |
| 1995 Guangzhou      | Li Yan              | Zhang Xiaoli        | Mária Takács          |
| 1996 Warszawa       | Li Yan              | Mária Takács        | Panajota Antonopulu   |
| 1997 Chiang Mai     | Hua Ju              | Mária Takács        | Kim Soon-hee          |
| 2017 Anaheim        | Lidia Valentín      | Neisi Dajomes       | Gaëlle Nayo-Ketchanke |
| 2018 Aszchabad      | Wang Zhouyu         | Rim Jong-sim        | Neisi Dajomes         |
| 2019 Pattaya        | Rim Jong-sim        | Zhang Wangli        | Neisi Dajomes         |
| 2021 Taszkent       | Lee Min-ji          | Mattie Rogers       | Jana Sotiewa          |
| 2022 Bogota         | Sara Ahmed          | Mattie Rogers       | Kim Su-hyeon          |

## Waga półciężka
- 81 kg: 2018–

| MŚ             | Złoto            | Srebro         | Brąz           |
| -------------- | ---------------- | -------------- | -------------- |
| 2018 Aszchabad | Lidia Valentín   | Darja Naumawa  | Tamara Salazar |
| 2019 Pattaya   | Leidy Solís      | Lidia Valentín | Jenny Arthur   |
| 2021 Taszkent  | Alina Maruszczak | Valeria Rivas  | Kim I-seul     |
| 2022 Bogota    | Liang Xiaomei    | Wang Zhouyu    | Tamara Salazar |

## Waga ciężka
- 82,5 kg: 1987–1992
- 83 kg: 1993–1997
- 75 kg: 1998–2015
- 90 kg: 2017
- 87 kg: 2018–

| MŚ                  | Złoto                      | Srebro                | Brąz                  |
| ------------------- | -------------------------- | --------------------- | --------------------- |
| 1987 Daytona Beach  | Karyn Marshall             | Erika Takács          | Milena Mileskowa      |
| 1988 Dżakarta       | Li Yanxia                  | Erika Takács          | Milena Mileskowa      |
| 1989 Manchester     | Li Hongling                | María Urrutia         | Judy Oakes            |
| 1990 Sarajewo       | María Urrutia              | Wyłkana Toszewa       | Chung Sook-kwon       |
| 1991 Donaueschingen | Li Hongling                | María Urrutia         | Chen Shu-chih         |
| 1992 Warna          | Zhang Xiaoli               | Chen Shu-chih         | Wyłkana Toszewa       |
| 1993 Melbourne      | Chen Shu-chih              | Panajota Antonopulu   | Bharti Singh          |
| 1994 Stambuł        | María Urrutia              | Chen Shu-chih         | Derya Açikgöz         |
| 1995 Guangzhou      | Chen Shu-chih              | María Urrutia         | Panajota Antonopulu   |
| 1996 Warszawa       | Wei Xiangying              | Chen Shu-chih         | María Urrutia         |
| 1997 Chiang Mai     | Tang Weifang               | María Urrutia         | Aye Mon Khin          |
| 1998 Lahti          | Karoliina Lundahl          | Şule Şahbaz           | Mária Takács          |
| 1999 Ateny          | Xu Jiao                    | Kim Soon-hee          | Ruth Ogbeifo          |
| 2001 Antalya        | Gyöngyi Likerecz           | Şule Şahbaz           | Cao Chunyan           |
| 2002 Warszawa       | Swietłana Chabirowa        | Sun Ruiping           | Christina Ioannidi    |
| 2003 Vancouver      | Nahla Ramadan              | Sławejka Rużinska     | Şule Şahbaz           |
| 2005 Doha           | Liu Chunhong               | Natalja Zabołotna     | Swietłana Podobiedowa |
| 2006 Santo Domingo  | Cao Lei                    | Nadieżda Jewstiuchina | Zariema Kasajewa      |
| 2007 Chiang Mai     | Cao Lei                    | Natalja Zabołotna     | Nadieżda Jewstiuchina |
| 2009 Goyang         | Swietłana Podobiedowa      | Cao Lei               | Hrripsime Churszudian |
| 2010 Antalya        | Swietłana Podobiedowa      | Natalja Zabołotna     | Nadieżda Jewstiuchina |
| 2011 Paryż          | Nadieżda Jewstiuchina      | Swietłana Podobiedowa | Kim Un-ju             |
| 2013 Wrocław        | Nadieżda Jewstiuchina      | Kang Yue              | Lidia Valentín        |
| 2014 Ałmaty         | Nadieżda Jewstiuchina      | Kang Yue              | Rim Jong-sim          |
| 2015 Houston        | Kang Yue                   | Rim Jong-sim          | Swietłana Podobiedowa |
| 2017 Anaheim        | Anastasija Hotfrid         | María Valdés          | Crismery Santana      |
| 2018 Aszchabad      | Ao Hui                     | Kim Un-ju             | Crismery Santana      |
| 2019 Pattaya        | Wang Zhouyu                | Kim Un-ju             | Tamara Salazar        |
| 2021 Taszkent       | Mönchdżancangijn Anchceceg | Tursunoy Jabborova    | Solfrid Koanda        |
| 2022 Bogota         | Solfrid Koanda             | Eileen Cikamatana     | Tursunoy Jabborova    |

## Waga superciężka
- +82,5 kg: 1987–1992
- +83 kg: 1993–1997
- +75 kg: 1998–2015
- +90 kg: 2017
- +87 kg: 2018–

| MŚ                  | Złoto             | Srebro              | Brąz                   |
| ------------------- | ----------------- | ------------------- | ---------------------- |
| 1987 Daytona Beach  | Han Changmei      | Becky Levi          | Sneżana Wasilewa       |
| 1988 Dżakarta       | Han Changmei      | Karyn Marshall      | Veronika Tóbiás        |
| 1989 Manchester     | Han Changmei      | Karyn Marshall      | Carol Cady             |
| 1990 Sarajewo       | Li Yajuan         | Karyn Marshall      | Kristina Iliewa        |
| 1991 Donaueschingen | Li Yajuan         | Carla Garrett       | Erika Takács           |
| 1992 Warna          | Li Yajuan         | Erika Takács        | Eridania Segura        |
| 1993 Melbourne      | Li Yajuan         | Carla Garrett       | Lubow Hryhurko         |
| 1994 Stambuł        | Karoliina Lundahl | Chen Hsiao-lien     | Myrtle Augee           |
| 1995 Guangzhou      | Erika Takács      | Chen Hsiao-lien     | Karoliina Lundahl      |
| 1996 Warsaw         | Wan Ni            | Karoliina Lundahl   | Chen Hsiao-lien        |
| 1997 Chiang Mai     | Ma Runmei         | Chen Shu-chih       | Aye Aye Aung           |
| 1998 Lahti          | Tang Gonghong     | Chen Hsiao-lien     | María Urrutia          |
| 1999 Ateny          | Ding Meiyuan      | Agata Wróbel        | Bilkisu Musa           |
| 2001 Antalya        | Albina Chomicz    | Agata Wróbel        | Chen Hsiao-lien        |
| 2002 Warszawa       | Agata Wróbel      | Albina Chomicz      | Tang Gonghong          |
| 2003 Vancouver      | Ding Meiyuan      | Albina Chomicz      | Olha Korobka           |
| 2005 Doha           | Jang Mi-ran       | Mu Shuangshuang     | Cheryl Haworth         |
| 2006 Santo Domingo  | Jang Mi-ran       | Mu Shuangshuang     | Olha Korobka           |
| 2007 Chiang Mai     | Jang Mi-ran       | Mu Shuangshuang     | Olha Korobka           |
| 2009 Goyang         | Jang Mi-ran       | Tatjana Kaszyrina   | Meng Suping            |
| 2010 Antalya        | Tatjana Kaszyrina | Meng Suping         | Jang Mi-ran            |
| 2011 Paryż          | Zhou Lulu         | Tatjana Kaszyrina   | Mariam Usman           |
| 2013 Wrocław        | Tatjana Kaszyrina | Zhou Lulu           | Chitchanok Pulsabsakul |
| 2014 Ałmaty         | Tatjana Kaszyrina | Meng Suping         | Chitchanok Pulsabsakul |
| 2015 Houston        | Tatjana Kaszyrina | Meng Suping         | Kim Kuk-hyang          |
| 2017 Anaheim        | Sarah Robles      | Laurel Hubbard      | Szajma Chalaf          |
| 2018 Aszchabad      | Tatjana Kaszyrina | Meng Suping         | Kim Kuk-hyang          |
| 2019 Pattaya        | Li Wenwen         | Tatjana Kaszyrina   | Meng Suping            |
| 2021 Taszkent       | Son Young-hee     | Duangaksorn Chaidee | Emily Campbell         |
| 2022 Bogota         | Li Wenwen         | Emily Campbell      | Duangaksorn Chaidee    |

## Tabela medalowa
| Lp.   | Państwo           | Złoto | Srebro | Brąz | Razem |
| 1     | Chiny             | 141   | 47     | 15   | 203   |
| 2     | Rosja             | 18    | 22     | 14   | 54    |
| 3     | Chińskie Tajpej   | 15    | 20     | 21   | 56    |
| 4     | Tajlandia         | 7     | 17     | 16   | 40    |
| 5     | Kazachstan        | 7     | 4      | 3    | 14    |
| 6     | Korea Południowa  | 6     | 9      | 13   | 28    |
| 7     | Bułgaria          | 5     | 20     | 22   | 47    |
| 8     | Stany Zjednoczone | 5     | 15     | 12   | 32    |
| 9     | Kolumbia          | 5     | 9      | 7    | 21    |
| 10    | Korea Północna    | 3     | 13     | 13   | 29    |
| 11    | Indie             | 3     | 9      | 5    | 17    |
| 12    | Egipt             | 3     | 1      | 2    | 6     |
| 13    | Węgry             | 2     | 11     | 12   | 25    |
| 14    | Turcja            | 2     | 9      | 8    | 19    |
| 15    | Grecja            | 2     | 6      | 6    | 14    |
| 16    | Indonezja         | 2     | 4      | 6    | 12    |
| 17    | Hiszpania         | 2     | 2      | 3    | 7     |
| 18    | Polska            | 2     | 2      | 1    | 5     |
| 19    | Finlandia         | 2     | 1      | 1    | 4     |
| 20    | Ukraina           | 2     | 0      | 7    | 9     |
| 21    | Rumunia           | 2     | 0      | 3    | 5     |
| 22    | Białoruś          | 1     | 4      | 2    | 7     |
| 23    | Turkmenistan      | 1     | 1      | 0    | 2     |
| 24    | Armenia           | 1     | 0      | 3    | 4     |
| 24    | Filipiny          | 1     | 0      | 3    | 4     |
| 26    | Norwegia          | 1     | 0      | 1    | 2     |
| 27    | Azerbejdżan       | 1     | 0      | 0    | 1     |
| 27    | Gruzja            | 1     | 0      | 0    | 1     |
| 27    | Mongolia          | 1     | 0      | 0    | 1     |
| 27    | Tunezja           | 1     | 0      | 0    | 1     |
| 31    | Japonia           | 0     | 7      | 7    | 14    |
| 32    | Ekwador           | 0     | 2      | 7    | 9     |
| 33    | Wielka Brytania   | 0     | 2      | 5    | 7     |
| 34    | Nigeria           | 0     | 2      | 3    | 5     |
| 35    | Uzbekistan        | 0     | 1      | 1    | 2     |
| 36    | Australia         | 0     | 1      | 0    | 1     |
| 36    | Chile             | 0     | 1      | 0    | 1     |
| 36    | Kuba              | 0     | 1      | 0    | 1     |
| 36    | Nowa Zelandia     | 0     | 1      | 0    | 1     |
| 36    | Wietnam           | 0     | 1      | 0    | 1     |
| 41    | Dominikana        | 0     | 0      | 5    | 5     |
| 42    | Kanada            | 0     | 0      | 4    | 4     |
| 43    | Birma             | 0     | 0      | 3    | 3     |
| 44    | Francja           | 0     | 0      | 2    | 2     |
| 44    | Łotwa             | 0     | 0      | 2    | 2     |
| 44    | Meksyk            | 0     | 0      | 2    | 2     |
| 44    | RFPC              | 0     | 0      | 2    | 2     |
| 48    | Makau             | 0     | 0      | 1    | 1     |
| 48    | Szwecja           | 0     | 0      | 1    | 1     |
| 48    | Wenezuela         | 0     | 0      | 1    | 1     |
| Razem | Razem             | 245   | 245    | 245  | 735   |